# 米澤明憲
米澤 明憲（よねざわ あきのり、1947年6月17日 - ）は、日本の計算機科学者。東京大学名誉教授。マサチューセッツ工科大学 (MIT)Ph.D.。現在、情報・システム研究機構（大学共同利用機関法人）機構長顧問、国立情報学研究所(NII)所長特別補佐、及び千葉工業大学人工知能・ソフトウェア技術研究センターシニアフェロー。日本学術会議元会員。専門はオブジェクト指向プログラミング言語、分散コンピューティング、情報セキュリティ。現在最もよく使われるプログラミング言語(Python, Java, C++等)の基本方式であるオブジェクト指向プログラミングの推進・発展に初期から貢献し、その中心的な国際会議OOPSLA・ECOOPのプログラム委員及び委員長を歴任すると共に、「並列オブジェクト」概念・モデルの先駆者としても国際的に知られている。並列オブジェクトに基づくソフトウエアシステムでは、多数のオブジェクト間の並列・並行的なメッセージのやりとりによって情報処理・計算が進行する。米澤の並列オブジェクトは、1970年代前半にMITのAIラボのCarl Hewittが提唱し、その後Gul Aghaが最終的に定式化したActorに影響を受けているが、両者は根本的な違いがある。それはActorは”状態(state)"を持たないオブジェクトだが、米澤の並列オブジェクトは持続的状態(state)を持つ点である。これ故に並列オブジェクトはプログラミングがし易く、多くのシステムで並列処理の仕組みとして導入されている。並列オブジェクトに基づいて構築され実用化されている大規模システムには、オンライン仮想世界システムSecond Life、SNSのFaceBookや X(Twitter)、大規模分子動力学計算システムNAMDなどが挙げられる。
またソフトウエアセキュリティに関する国内の大学の共同研究を主導した。6つの大学の9つの研究グループを形成し、平成12年9月から平成16年3月まで、文部科学省科学研究費補助金・特定研究 「社会基盤としてのセキュアコンピューティングの実現方式の研究」を代表者として実施し、数多くの研究成果を世に出した。平成16年2月発行の文部科学省白書では、この研究は過去に科学研究費補助金で実施された”最も社会的貢献の高い”5つの研究（野依先生、白川先生、末松先生の研究を含む）のうちの一つにあげられた。

## 略歴
1966年麻布高等学校卒業。1970年東京大学工学部計数工学科卒。1977年、マサチューセッツ工科大学計算機科学科博士課程修了Ph.D. in Computer Science。学位論文は"Specification and verification techniques for parallel programs based on message passing semantics"。
MITコンピュータ科学・人工知能研究所にて並列・分散計算モデル研究に従事。帰国後、東京工業大学を経て、1988年に東京大学教授。その後、東京大学情報基盤センター長などを歴任。2008年より日本学術会議会員。2011年東京大学大学院情報理工学系研究科教授を退職し東京大学名誉教授。2009年に紫綬褒章を及び2020年に 瑞宝中綬章を受賞。東京大学退職後、2015年まで理化学研究所計算科学研究機構副機構長を務めスーパーコンピュータ「京」の運営に寄与。その後、2022年まで千葉工業大学人工知能・ソフトウェア技術研究センター長。現在は同センターシニアフェロー。この間、2016年から2022年まで千葉工業大学理事。また2025年より情報・システム研究機構（大学共同利用機関法人）の機構長顧問及び、国立情報学研究所(NII)所長特別補佐。
2012年には65歳を記念した国際シンポジウムが神戸で開催され、そこでの発表をベースとした論文集 (Festschrift) が2014年にドイツSpringer-Verlag社から出版された。
なお、2003年ごろまでのソフトウエア研究を回顧した記事がコンピュータソフトウエア誌に寄稿されている。また、東大退職時までの経歴と研究の紹介が冊子となっている。

## 略歴年譜
- 1966年 私立麻布高校卒業
- 1970年 東京大学工学部計数工学科卒業
- 1972年 東京大学大学院工学系研究科計数工学専門課程修士課程修了
- 1974年 米国マサチューセッツ工科大学電気及び計算機科学科研究助手
- 1978年 米国マサチューセッツ工科大学電気及び計算機科学科大学院博士課程修了
- 1978年 東京工業大学理学部助手
- 1983年 東京工業大学理学部助教授
- 1988年 東京工業大学理学部教授
- 1988年 東京大学理学部教授
- 1995年 日本ソフトウェア科学会理事長[30]
- 2003年 東京大学大学院情報理工学系研究科教授（配置換）
- 2006年 東京大学情報基盤センター長
- 2006年 独立行政法人産業技術総合研究所情報セキュリティー研究センター副センター長兼務
- 2008年 日本学術会議会員[7]
- 2011年 東京大学 名誉教授
- 2011年 独立行政法人理化学研究所計算科学研究機構 副機構長[26]
- 2015年 千葉工業大学 人工知能・ソフトウェア技術研究センター 所長[27]
- 2016年 千葉工業大学 理事 [6]
- 2022年 千葉工業大学 シニアフェロー [6]
- 2024年 情報・システム研究機構 特任教授
- 2025年 情報・システム研究機構 機構長顧問[4]
- 2025年 国立情報学研究所 所長特別補佐[5]

## その他の公職
1988年から10年計画で始まった通産省リアルワールド・コンピューティング(RWC) ではプロジェクト評価推進委員を務めた。2001年4月から2004年3月まで小泉純一郎内閣・内閣府総合規制改革会議委員、同教育・研究ワーキンググループ主査。その後、情報・システム研究機構監事、ライフサイエンス統合データベースセンターセンター長、(独) 産業技術総合研究所 情報セキュリティ研究センター副センター長。さらに、2005年4月より2006年3月まで東京都杉並区立杉森中学校地域学校運営協議会会長。エンジン01文化戦略会議の元会員。

## 内外の評価
国際的には、プログラミング言語、オブジェクト指向、並列分散計算に関する多数の国際学会のプログラム委員長、大会委員長、米国学会の学術論文誌や機関誌の編集委員を務め、米国最大の計算機科学会 (ACM, Association for Computing Machinery) フェロー、情報処理学会フェローおよび日本ソフトウェア科学会フェローの称号を与えられている。また、日本ソフトウエア科学会理事長、ドイツ国立情報科学技術研究所 (GMD) 科学顧問などを歴任している。さらに、2006年よりマイクロソフト本社（ワシントン州レドモンド）のTCAAB (Trustworthy Computing Academic Advisory Board) のメンバーもつとめた。
また、2008年には「並列オブジェクト」の概念提唱者として、またこれに関する理論から実践にわたる幅広い長年の研究成果に対して、 国際オブジェクト技術協会（ AITO ,ドイツカールスルーエ市在）より、ダール・ニゴール賞（本賞）をアジア初受賞。2009年に紫綬褒章を受章。2018年に大川賞受賞。2020年に瑞宝中綬章を受章。

## 受賞年譜
- 1992年 大川情報通信財団 大川出版賞[46]
- 1999年 ACM(Association for Computing Machinery) Fellow [9]
- 2004年 日本ソフトウェア科学会 フェロー [42]
- 2008年 AITO Dahl-Nygaard Prize [10][22][44]
- 2008年 日本ソフトウェア科学会 功労賞 [31]
- 2009年 紫綬褒章[23]
- 2009年 船井情報科学振興財団 FIT 船井業績賞[47][48]
- 2010年 情報処理学会 功績賞 [49]
- 2011年 情報処理学会 フェロー [41]
- 2018年 大川情報通信財団 大川賞[45]
- 2018年 日本ソフトウェア科学会 名誉会員[50]
- 2020年 瑞宝中綬章[1][2][24][25]

(その他 各種学会・論文誌論文賞等多数受賞)

## 栄典
- 2009年 - 紫綬褒章[23]
- 2020年 - 瑞宝中綬章[1][2][24][25]

## 主要編著書
- 『算法表現論』（共著：木村泉、米澤明憲）岩波書店、282頁、1982年.
- 『モデルと表現』（共著：米澤明憲、柴山悦哉）岩波書店、312頁、1992年.
- Object-Oriented Concurrent Programming, (Eds.  A. Yonezawa and M. Tokoro), MIT Press, 1987.
- ABCL: an Object-Oriented Concurrent System, (Ed. A. Yonezawa) , MIT Press 1990.
- Research Directions in Concurrent Object-oriented Programming, (Eds. P. Wegner, G. Agha, A.Yonezawa), MIT Press, 1993.
- 私のソフトウェア研究、コンピュータソフトウェア、Vol.21, No.5, 2004[8].
- 米澤明憲先生の研究教育活動、東京大学大学院情報理工学系研究科コンピュータ科学専攻、2011年[29].